# Bingo (gokautomaat)

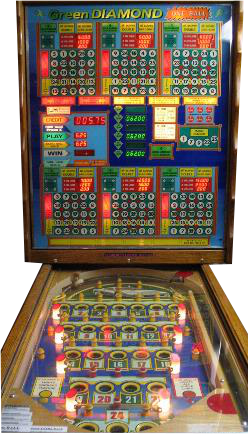
Green Diamond 6-kaarts bingo

Een bingo is een gokautomaat die lijkt op een flipperkast. Een bingo heeft echter geen flippers, enkel 26 gaten waarin de ballen kunnen vallen.

## Werking en doel van het spel
Een bingo bevat enkele stalen ballen, die met een mechanisme in het speelveld gebracht kunnen worden. Het speelveld bevat 26 gaten waarin de ballen kunnen vallen. Deze gaten zijn genummerd van 1 t.e.m. 25. Een bal die in het 26ste gat valt, wordt opnieuw in het spel gebracht. In het kopstuk zijn een of meerdere speelkaarten beschikbaar, waarin de getallen 1 t.e.m. 25 staan in een raster van 5 x 5. Als een bal in een genummerd gat valt, gaat in de speelkaarten het overeenkomstige getal oplichten. De bedoeling van het spel is om drie of meer getallen in een rij te laten oplichten. De meeste bingo's hebben ook andere winstmogelijkheden en/of mogelijkheden om een bonus te winnen.

## Kansspel
Een bingo is een kansspel dat minimaal kan worden beïnvloed door de behendigheid van de speler. De ligging van de gaten, en het al dan niet beschikbaar zijn van opties die meer winstkansen opleveren, zorgen er op de lange termijn echter voor dat de speler altijd verliest.
In België wordt een bingo beschouwd als een gokautomaat van klasse III. Gokautomaten van klasse III zijn toegelaten in drankgelegenheden. Een bingo is in België dan ook in veel cafés te vinden.